# Dunia Elvir
Dunia Elvir sinh ngày 09 tháng 06 năm 1973, tại La Ceiba, Honduras, là một nhà báo truyền hình, nhà sản xuất, diễn giả động lực và người ủng hộ tự kỷ.

## Thời niên thiếu và trưởng thành
Dunia có 2 anh em tên là Orlando và Carlos Elvir. Cô là người lớn tuổi nhất trong số đó, còn Orlando trẻ hơn cô 5 tuổi và Carlitos nhỏ hơn cô 8 tuổi. Mẹ cô còn chăm sóc hai anh em họ của cô, là Claudia và Maricela. Dania luôn yêu mến hai người này. Lớn lên ở Barrio La Isla ở La Ceiba, Dunia từng chơi bóng đá và bóng chày trên đường phố. Dunia lên 6 tuổi thì được cha cô mua tặng một chiếc micro và radio đầu tiên. Dunia thích chơi và nhập vai là một phát thanh viên. Năm 15 tuổi, Dunia được gửi đến Los Angeles, California để sống với bà ngoại. Cô đã đến học ở trường trung học Jordan ở Los Angeles và lấy bằng tốt nghiệp trung học với tư cách là một học sinh học tiếng Anh (tiếng Anh như ngôn ngữ thứ hai). Sau đó, cô đã lấy được bằng phát thanh tại Viện truyền thông Mỹ ở Hollywood vào năm 1991. Cũng như nhiều người nhập cư khác, Dunia phải đối mặt với nhiều thách thức trong khi cố gắng vượt trội trong sự nghiệp. Dunia tốt nghiệp với một kiến thức hạn chế về tiếng Anh. Điều này và việc thiếu các tài liệu nhập cư đã ngăn cô tiếp tục học cao hơn. Một năm sau, con trai đầu lòng của cô, Jesus được sinh ra. Jesus là người tự kỷ, khuyết tật đã khiến cô chọn cuộc sống thiên về gia đình để chăm sóc con. Năm 1997, con trai thứ hai của Dunia, Lalo (Eduardo) chào đời. Vài năm sau cuộc hôn nhân đầu tiên này có sự cố và cặp đôi đã ly thân vào tháng 7 năm 2001, sau đó Dunia rời khỏi nhà với hai đứa con. Vào ngày 12 tháng 04 năm 2003 Dunia kết hôn với người chồng thứ hai, là Carl Procida.
Vào tháng 12 năm 2004, Dunia quyết định bắt đầu học đại học, ý tưởng này là giấc mơ chung của cô và chồng mới. Trong khi cố gắng hoàn thành chương trình đại học của mình, cặp vợ chồng Dunia và Carl đã có thêm hai cô gái. Các con là Adrianna và Josieanna, đã làm cho mối quan hệ trở nên mạnh mẽ hơn. Đến tháng 11 năm 2008 Dunia và Carl tốt nghiệp Đại học Phoenix với bằng cử nhân Quản trị kinh doanh. Mục tiêu này này đã cho Dunia cơ hội phát triển trong Telemundo. Tại thời điểm này, Telemundo không chỉ mang đến cho Dunia cơ hội làm việc, thực hiện công việc mơ ước mà còn giúp cô phát triển trí tuệ bằng cách cho phép cô quay lại trường đại học và theo đuổi bằng MBA, Dunia có cơ hội để hoàn thành thạc sĩ vào tháng 11 năm 2011 và với chồng là bạn cùng lớp.

## Nghề nghiệp
Elvir bắt đầu sự nghiệp tại California tại Đài phát thanh México năm 1989. Sau đó, cô chuyển đến KRCA Channel 62 ở Los Angeles với tư cách là phóng viên và người dẫn chương trình tin tức trên TV.
Từ năm 2001, cô làm việc cho Telemundo ở Los Angeles. Cô cũng là phóng viên của chương trình truyền hình Cada día con Maria Antonieta (Mỗi ngày với Maria Antonieta Collins). Trên thực tế, Elvir cũng làm cho Telemundo Network cho thấy Levantate Al Rojo Vivo, Noticiero Telemundo và chương trình buổi sáng tại Los Angeles "Buenos Dias".
Vào năm 2014, Elvir là người dẫn chương trình duy nhất trong cuộc tranh luận về người cầm quyền ở California giữa Thống đốc Jerry Brown và Neel Kashkari ở Sacramento. Đây là lần đầu tiên một phụ nữ gốc Tây Ban Nha làm người điều hành trong cuộc tranh luận về người cầm quyền ở Golden State. Elvir cũng điều hành sự kiện Lãnh đạo Thế giới nơi có Thủ tướng Tony Blair và Vicente Fox thảo luận về vấn đề nhập cư, giáo dục, chính trị trong số các chủ đề khác. Cô cũng đã từng phỏng vấn Anthony Hopkins, Benermo del Toro, Sylvester Stallone, Salma Hayek, Arnold Schwarzenegger, Vicente Fox, Tony Saca, cựu thủ quỹ Hoa Kỳ Rosario Marin, cựu Tổng thống của Honduras Ricardo Maduro và vợ cũ của ông, ông Aguas Santas Ocaña Navarro Jose Manuel Zelaya Rosales và Đệ nhất phu nhân Xiomara de Zelaya, Alvaro Colom Caballeros, Tổng thống đương nhiệm của Guatemala và Tổng thống đương nhiệm của Honduras trong số các Tổng thống Mỹ Latinh khác Thị trưởng Los Angeles, ông Antonio Villaraigosa.
Vào năm 2006, cô đã đi đến Trung Mỹ để làm việc trên nhiều báo cáo đặc biệt về El Salvador, Honduras và Guatemala. Cô cũng tham gia chuyến lưu diễn "Votos por America" của el Cucuy de la Mañana.
Dunia đã đến Mexico và báo cáo về vụ tai nạn kinh hoàng tại mỏ Pasta de Conchos năm 2006. Năm 2006, hàng triệu người đã tham gia biểu tình phản đối đề xuất thay đổi chính sách nhập cư của Hoa Kỳ, Dunia đã ở trung tâm thành phố Los Angeles, CA phản đối với tư cách là phóng viên mạng Telemundo. Bà cũng đề cập đến các sự kiện quan trọng khác như 9/11, cuộc bầu cử Tổng thống Mỹ lịch sử năm 2008.

## Công nhận
Elvir đã nhận được nhiều sự công nhận vì các báo cáo của cô về những câu chuyện thú vị của con người.
Elvir đã giành được 3 giải thưởng Emmy trong năm ngoái. Cô cũng được đề cử giải Emmy trong hạng mục Báo cáo điều tra hay nhất ở Los Angeles năm 2001. Cô cũng đã giành giải "Mike vàng" với báo cáo Corners of Sin là Báo cáo điều tra hay nhất năm đó.
Elvir đã nhận được nhiều sự công nhận đặc biệt từ Thành phố Los Angeles, Hạt Los Angeles, Thượng viện bang California, cô đã được trao một sự công nhận đặc biệt từ Quốc hội bang California và các thành viên của Quốc hội Hoa Kỳ.
Cô cũng đã giành được giải thưởng GLAAD năm 2005.
Cô được mời làm khách mời đặc biệt đến thăm Nhà Trắng bởi Hiệp hội các nhà lãnh đạo Latina (NALL).
Năm 2006, cô đã nhận được "Giải thưởng khách mời xuất sắc" từ thành phố La Ceiba, nơi diễn ra cuộc thi sắc đẹp Hoa hậu Honduras năm 2006. Cho đến thời điểm đó, cô hầu như không được biết đến ở đất nước của mình.
Vào tháng 8 năm 2007, cô đã nhận được giải thưởng "Nhà báo của năm" tại Toronto, Ontario, Canada tại "Lễ hội mùa hè Toni Reyes" nơi có hơn 70.000 người gốc Tây Ban Nha từ các quốc tịch khác nhau tụ tập để chúc mừng.
Vào ngày 20 tháng 9 năm 2007, cô đã nhận được từ Camara de Comercio e Industria de Tegucigalpa (Phòng Thương mại và Công nghiệp Tegucigalpa) cho Giải thưởng "Orgullo Petureño en el Extranjero" cho dịch vụ cộng đồng của cô và tác động tích cực đến các quốc gia khác ở Hoa Kỳ.
Năm 2008, câu chuyện "Nguy hiểm trong bệnh viện" của Dunia đã được NAHJ (Hiệp hội các nhà báo Tây Ban Nha) chọn là báo cáo Điều tra hay nhất trong năm, được công nhận ở Washington DC
Dunia đã nhận được Giải thưởng Câu lạc bộ Báo chí Los Angeles cho "Chương trình dịch vụ công cộng tốt nhất", một phần trong 30 phút.
Vào năm 2011, Dunia đã được trao giải "NBC ovation Award" Trên và Ngoài sự khác biệt. Elvir đã giành được 02 giải thưởng Emmy năm 2016 và năm 2017. Đây chỉ là một vài trong số rất nhiều sự tri ân của cộng đồng mà Dunia đã nhận được trong suốt 17 năm qua.